# 29783 Sanjanarane
A 29783 Sanjanarane (ideiglenes jelöléssel (29783) 1999 CU50) a Naprendszer kisbolygóövében található aszteroida. A LINEAR projekt keretében fedezték fel 1999. február 10-én.